# Stan Laurel
Arthur Stanley Jefferson (n. 16 iunie 1890, Ulverston, Anglia, Regatul Unit al Marii Britanii și Irlandei – d. 23 februarie 1965, Santa Monica, California, SUA), cunoscut mai ales sub numele Stan Laurel, a fost un actor și regizor american de origine britanică, devenit celebru îndeosebi prin filmele cu Stan și Bran.

## Biografie
Tatăl său a fost actor și acest lucru l-a motivat pe Arthur să devină actor la rândul lui. Nu a făcut prea multă școală, iar acest lucru l-a făcut pe Arthur să se alăture trupei lui Fred Karno, unde acesta s-a întâlnit cu viitorul star, Charles Chaplin. În 1912 au făcut un turneu în Statele Unite, unde Chaplin a rămas, dar Stan s-a întors în Anglia. În 1916, Stan a revenit în Statele Unite. 
În 1917, Stan a făcut primul său film, "Nuts in May", iar la premiera filmului în public s-a aflat însuși Charles Chaplin și producătorul Carl Laemmle. Amândoi au fost impresionați de acest film. Succesul acestui film l-a încurajat pe Stan să facă și alte scurt-metraje comice, împreună cu Gilbert M. „Broncho Billy” Anderson, Larry Semon și Hal Roach. Stan și-a schimbat numele de familie în Laurel.

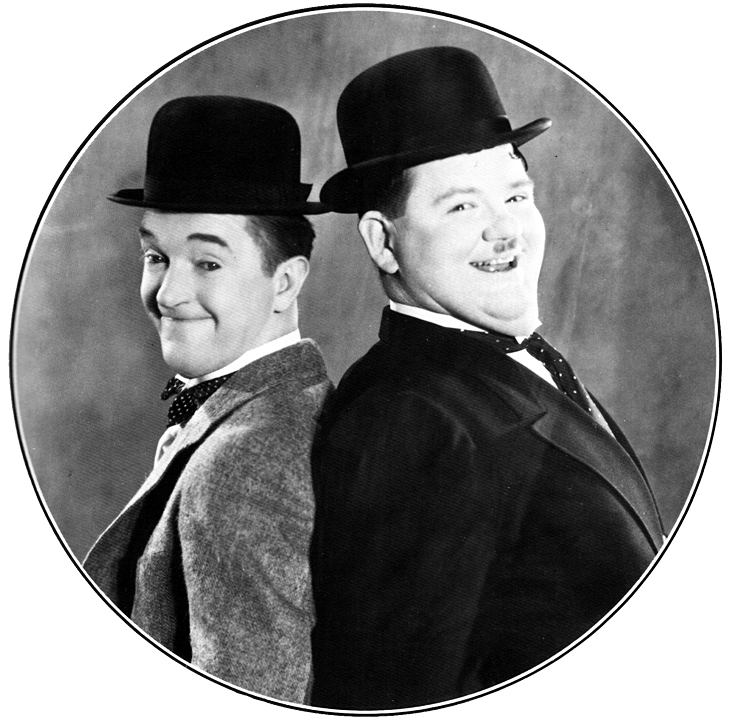
Stan și Bran

Laurel a mai apărut într-un film, numit "Lucky dog", împreună cu un actor care avea numele de scenă Babe Hardy. Între cei doi a apărut o prietenie, care nu a fost, însă, foarte puternică. Stan a declarat mai târziu că nu se mai văzuse cu Babe Hardy de 2-3 ani.
Abia în 1925 Laurel și Hardy s-au întâlnit din nou, la studiourile lui Hal Roach. La acea vreme, Laurel regiza filme, iar Hardy era în distribuția lor de aproape doi ani. Dintre aceste filme putem menționa "Yes, Yes, Nanette" (1925), "Wandering Papas" (1926), scrise și regizate de Stan Laurel, iar Babe Hardy era în distribuție sub numele său adevărat, Oliver Hardy. În 1926 au început să joace împreună, însă nu ca o echipă. Unul din regizorii de la studiourile Hal Roach, Leo McCarey (regizor al mai multor filme extraordinare: „The bell of St. Mary's" sau „Going My Way") a format un parteneriat cu cei doi comici geniali. Laurel și Hardy au fost cât se poate de amuzanți în filmul "Putting Pants on Phillip" (1927), film care i-a transformat pe cei doi în adevărate staruri. Au continuat să facă filme încă 20 de ani. Laurel și Hardy sunt cunoscuți ca formând una din cele mai longevive echipe de comici din toate timpurile. Ei au încetat să mai facă filme în 1950, dar Stan și Oliver au făcut un tur al Angliei și au apărut în multe spectacole timp de câțiva ani.
În 1960 i s-a înmânat un premiu Oscar special, pentru creativitatea sa în materie de comedie. Cinci ani mai târziu, Laurel a murit.

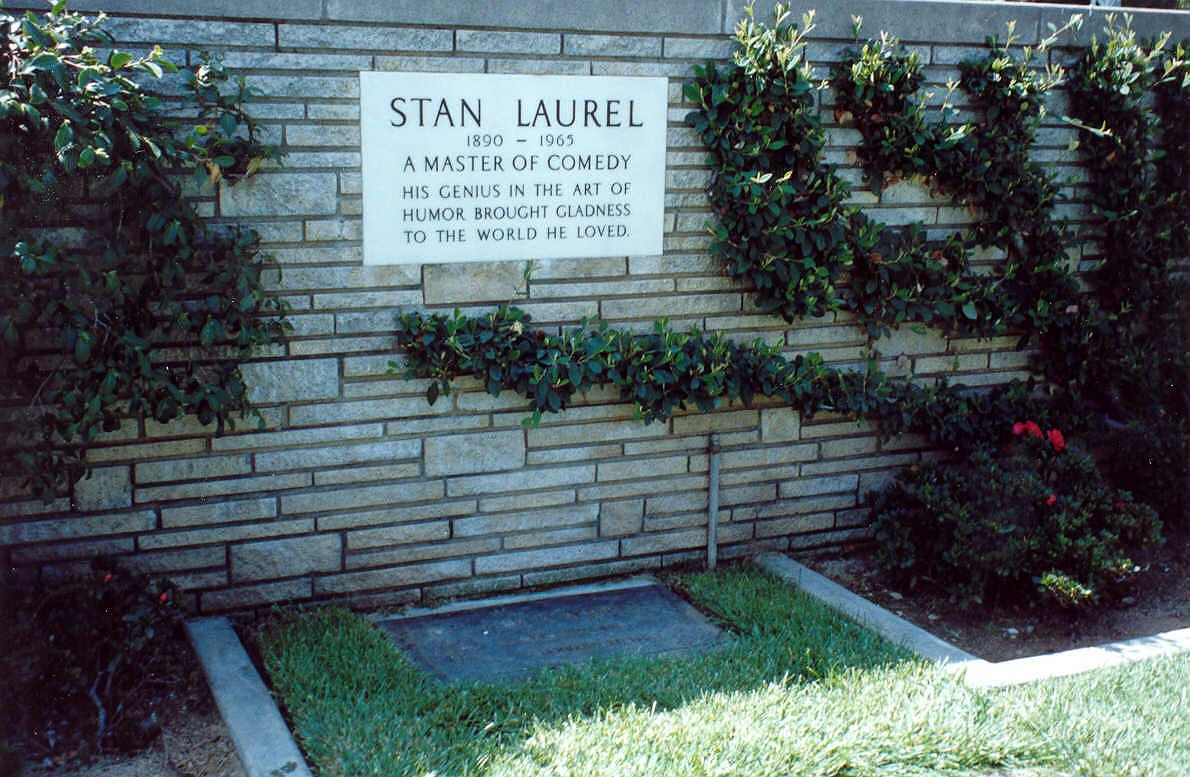
Mormântul lui Stan Laurel

| "If any of you cry at my funeral, I'll never speak to you again!" |  | "Dacă plânge vreunul din voi la înmormântarea mea, nu mai vorbesc cu voi niciodată!" |

## Vezi și
- Listă de actori comici